# Shen Jianping
Shen Jianping, (1961, China) is een voormalig Chinees professioneel tafeltennisster. Shen is haar achternaam.

## Belangrijkste resultaten
- WK
  -  Goud op de vrouwendubbel in 1983 in Tokio met Dai Lili.